# Fino

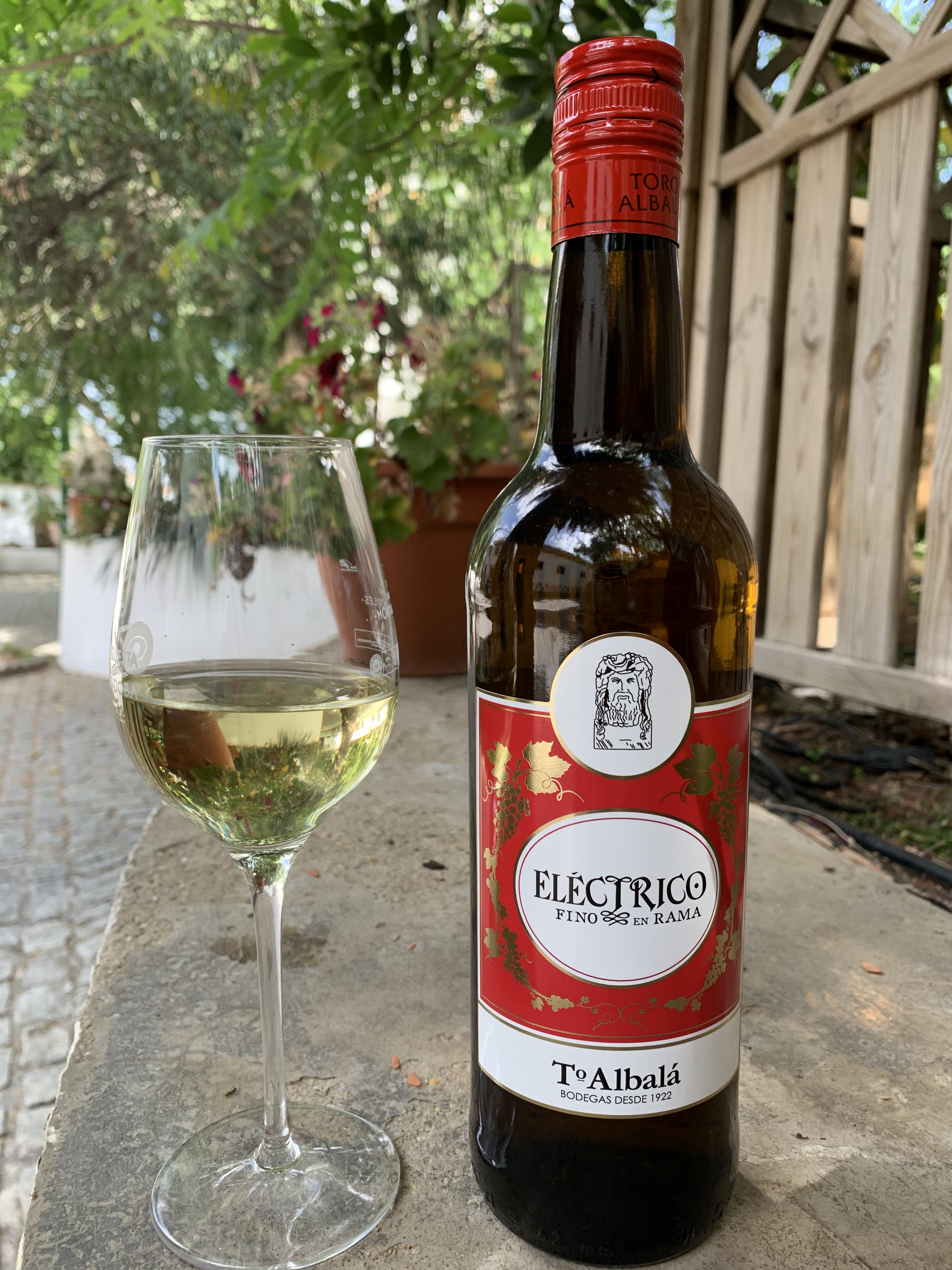
Fino en copa alta

El fino es un vino generoso, propio del Marco de Jerez y de Montilla-Moriles, en Andalucía (España).
Su color es oro pálido, sabor es seco y es muy aromático. Su graduación alcohólica es de alrededor de 15 grados (en 2025 la EU autoriza a bajarla). Se debe beber muy frío. Las variedades de uva que se utilizan para la elaboración de este vino son la Palomino y la Pedro Ximénez. Es ideal como aperitivo y para acompañar jamón, mariscos y otras tapas. 

## Historia
Aunque desde mucho antes se tiene constancia de la creación de velo en el mosto de la zona de Jerez, no es hasta el siglo XVIII cuando comienza a usarse en Sanlúcar de Barrameda la crianza biológica bajo velo de flor a escala significativa con objetivos comerciales.
En 1970 el Tribunal Supremo dictaminó que sólo podían denominarse "finos" los vinos producidos en la Denominación de Origen de Jerez. Otras denominaciones usan desde entonces el término vino pálido. Sin embargo, posteriormente Montilla-Moriles recurrió y obtuvo permiso para etiquetar también su producción con dicho término.

## Elaboración

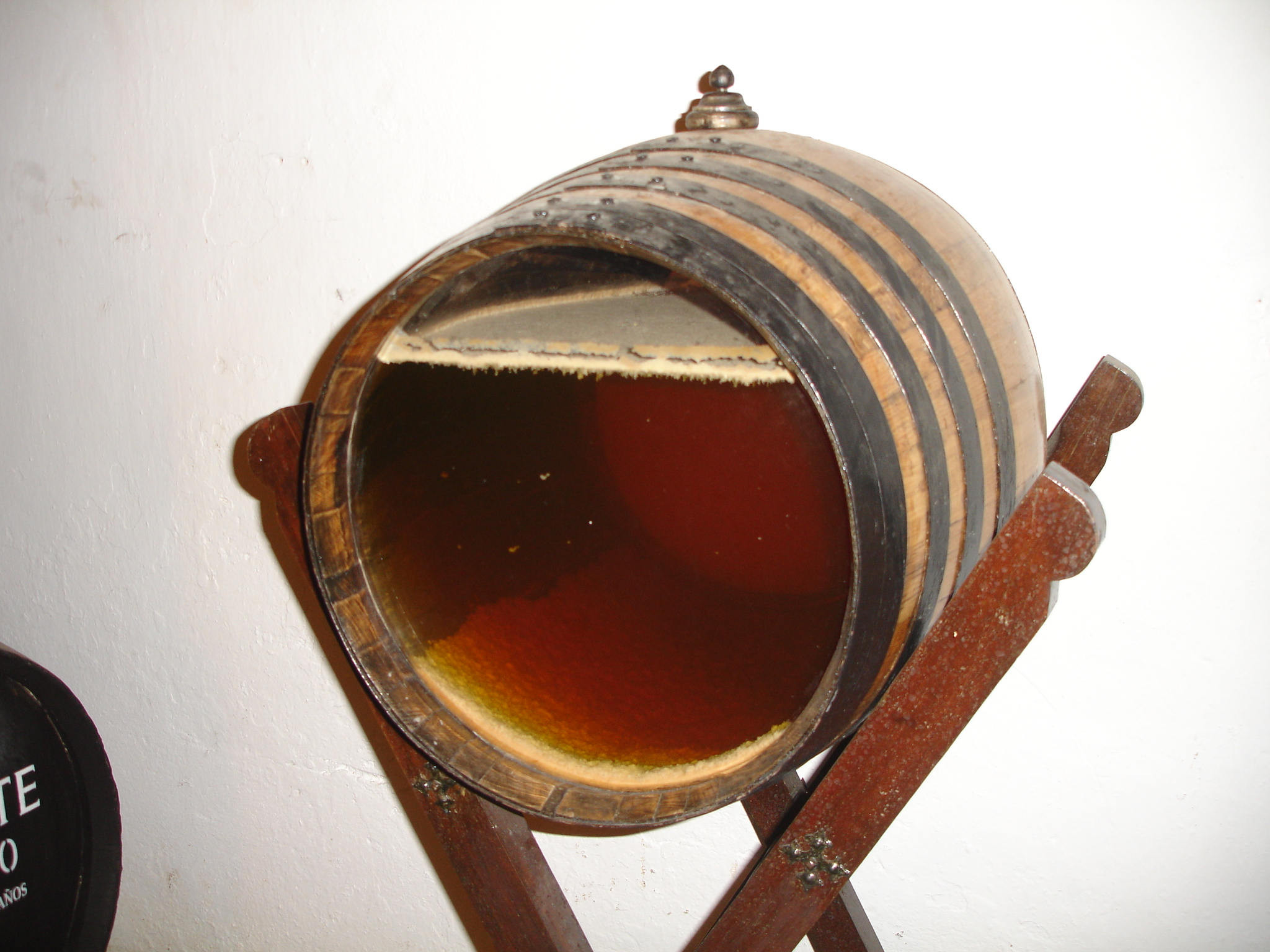
Barril de Jerez con velo de flor

Hasta la obtención del mosto (así se denomina al vino joven recién fermentado), es un proceso análogo al de la obtención de cualquier vino blanco.
Una vez obtenido este vino, que normalmente tiene un contenido alcohólico en torno a los 10.5.º, si se cumplen unas condiciones mínimas de finura, y después de separar las lías o sedimentos formados en el depósito de fermentación, el vino se encabeza (se le añade alcohol vínico) a 15-15.5.º. El fino de la zona Montilla-Moriles ya parte de unos 14-15.º de forma natural gracias al clima de la zona, no es necesario añadirle alcohol. El vino encabezado pasa a botas de roble americano donde de manera natural aparece el velo de flor que protege al vino de la oxidación. El vino estará en esta fase, llamada de sobretablas, uno o dos años, momento en el que se realizará una segunda clasificación. Si el vino es de aroma suave, pero punzante, con sabor seco pero sutil, y con dejo a almendra, se elegirá para fino, pasando a continuación al sistema de envejecimiento por el sistema de soleras y criaderas.

## Singulares
Algunas bodegas como González-Byass están realizando esfuerzos por destacar sus finos. Además del famoso Tío Pepe, que envejece 5 años en vez de los 2 que exige el consejo regulador, han producido finos en rama y con categorización por palmas.
En la DOP Montilla-Moriles, como consecuencia de su climatología, la vendimia alcanza la suficiente maduración, para obtener vinos con 15% vol, que es la graduación exigida para ser un vino clasificado como fino.